# Li Qian (pugile)
Li Qian (李倩S, Lǐ QiànP; Shangqiu, 6 giugno 1990) è una pugile cinese, medaglia di bronzo alle Olimpiadi di Rio de Janeiro 2016.

## Carriera
Li Qian è stata vicecampionessa mondiale nei pesi medi ai campionati di Jeju 2014, dopo essere stata sconfitta in finale dalla statunitense Claressa Shields. Alle Olimpiadi di Rio de Janeiro 2016 ha vinto la medaglia di bronzo perdendo in semifinale contro l'olandese Nouchka Fontijn. Si è poi rifatta contro la stessa pugile olandese sconfiggendola nell'incontro che le ha valso il titolo mondiale a Nuova Delhi 2018.

## Palmarès

### Giochi olimpici
- 2 medaglie:      
  - 1 oro (pesi medi a Parigi 2024)
  - 1 argento (pesi medi a Tokyo 2020);
  - 1 bronzo (pesi medi a Rio de Janeiro 2016).

### Mondiali dilettanti
- 3 medaglie:
  - 1 oro (pesi medi a Nuova Delhi 2018);
  - 1 argento (pesi medi a Jeju 2014);
  - 1 bronzo (pesi medi a Nuova Delhi 2023).

### Giochi asiatici
- 1 medaglia:
  - 1 argento (pesi medi a Incheon 2014).